# Berinjak
Berinjak este o localitate din comuna Videm, Slovenia, cu o populație de 16 locuitori.